# 韦桑岛
韦桑岛（法語：Île d'Ouessan，發音：[il dwɛsɑ̃]，發音：[ˈøsa]），英语称阿申特岛（英語：Ushant，/ˈʌʃənt/），位于法国西部菲尼斯泰尔省，英吉利海峡内，面积15平方公里，是同名市镇的主要组成部分。岛上的克雷阿赫灯塔为英吉利海峡南口上重要的航标。主要城镇为朗波勒。岛上居民在过去以捕鱼为主，渔民的妻子主要在岛上有限的农田中务农。现在岛上经济以旅游业为主
- 韦桑岛地图
- 克雷阿赫灯塔
- 韦桑岛旗帜